# Józef Janduda
Józef Janduda (* 10. září 1942, Klostermansfeld) je bývalý polský fotbalista, obránce.

## Fotbalová kariéra
Hrál v polské nejvyšší soutěži za Ruch Chorzów a Pogoń Szczecin, nastoupil v 212 ligových utkáních a dal 5 gólů. S Ruchem Chorzów získal v roce 1968 mistrovský titul. Ve Veletržním poháru nastoupil ve 2 utkáních. Od roku 1974 hrál v USA. Reprezentoval Polsko v mládežnickým kategoriích, v roce 1961 získal s polskou reprezentací do 18 let stříbro na mistrovství Evropy v Portrugalsku.

## Ligová bilance
| Ročník              | Zápasy | Góly | Klub           |
| ------------------- | ------ | ---- | -------------- |
| Ekstraklasa 1962    | –      | –    | Ruch Chorzów   |
| Ekstraklasa 1962/63 | –      | –    | Ruch Chorzów   |
| Ekstraklasa 1963/64 | –      | –    | Ruch Chorzów   |
| Ekstraklasa 1964/65 | –      | –    | Ruch Chorzów   |
| Ekstraklasa 1965/66 | –      | –    | Ruch Chorzów   |
| Ekstraklasa 1966/67 | –      | –    | Ruch Chorzów   |
| Ekstraklasa 1967/68 | –      | –    | Ruch Chorzów   |
| Ekstraklasa 1968/69 | –      | –    | Ruch Chorzów   |
| Ekstraklasa 1969/70 | –      | –    | Ruch Chorzów   |
| Ekstraklasa 1970/71 | –      | –    | Pogoń Szczecin |
| Ekstraklasa 1971/72 | –      | –    | Pogoń Szczecin |
| Ekstraklasa 1972/73 | –      | –    | Pogoń Szczecin |
| Ekstraklasa 1973/74 | –      | –    | Pogoń Szczecin |
| CELKEM Ekstraklasa  | –      | –    |                |